# Augustinus Joosten
Augustinus Carolus Aloïs Joosten (Turnhout, 5 maart 1890 - augustus 1971) was een Belgisch politicus voor de BWP / BSP.

## Levensloop
Augustinus Joosten (op ODIS staat hij vermeld als Gustaaf Joosten), die beroepshalve bediende diamantbewerker was, was actief als secretaris van de afdeling en de federatie Turnhout van de socialistische partij. Hij was ook beheerder van het Coöperatief Verbond voor Antwerpen, Turnhout en het Waasland.
Van 1925 tot 1964 was hij gemeenteraadslid van Turnhout. In 1954 werd hij verkozen tot senator voor het arrondissement Mechelen-Turnhout. Hij oefende dit mandaat uit 1958.